# ラオスの宗教
本項目では、ラオスの宗教について述べる。ラオスでは仏教が最も信者の多い宗教である。

## 仏教
ラオスでは上座部仏教が主流である。仏教は8世紀頃にモン人により伝わった。しかし仏教が定着し広まったのはラーンサーン王国のファーグム王の時代からである。
16世紀のウィスン王の時代には、王はサンガを支援しサンガは王に正統性を与えるという相互関係が成立した。次代のポーティサラート王は、精霊信仰を禁止にする命令を公布し仏教の布教を進めた。1779年にシャム王国の支配下に置かれ、タイ仏教の影響を受けるようになりタマユット派が受容され、在来のマハーニカーイ派と区別されるようになった。タマユット派はラオス内戦時に反共主義となったため、1975年の社会主義政権成立後にタマユット派は禁止にされ、1976年両派はラオス統一仏教協会に統合された。政権を掌握したラオス人民革命党は人々に生活の糧を乞い生産活動に従事しない僧侶に問題があると指摘し、僧侶のマルクス・レーニン主義教育が強要されサンガはラオス人民革命党の統制下におかれた。仏教は禁止こそされなかったが実質的に抑圧されていた。1980年代になるとラオス人民革命党は仏教をラオスのアイデンティティとして利用するようになり、ラオス人民革命党の政治的手段の一つになった。

## キリスト教
ラオスにキリスト教が伝わったのは17世紀のイエスズ会イタリア人宣教師ジョバンニ・マリア・レリアからである。ラオスにキリスト教が普及したのはフランス植民地時代からである。1886年にはカムアン県にカトリック教会が設立された。1900年代に入り、教会は各地に設立され、キリスト教は全土に広まった。1975年の社会主義政権成立後、CIAの部隊として反体制活動を行ったモン人の多くがプロテスタントに改宗していた為、キリスト教徒はラオス人民革命党政権に迫害されることになる。1980年代に市場経済化が進められるとキリスト教は再び認められ、1991年のラオス憲法では合法的な活動を尊重し保護されると定められた。しかし当局によりキリスト教を弾圧されているという報道もある。

## その他の宗教
ラオスには、バハーイー教徒が2000人、イスラム教徒が1600人、信仰無しが200万人となっている。